# Rolf Hartung (Ruderer)
Rolf Hartung (* 20. Juli 1947 in Hanau) ist ein ehemaliger deutscher Ruderer.

## Biografie
Rolf Hartung gewann beim Deutschen Meisterschaftsrudern 1966 mit dem Achter des Hanauer RC Hassia die Bronzemedaille. Ein Jahr später holte er mit Bernhard Hiesinger und Steuermann Rolf Ebeling erneut Bronze, dieses Mal im Zweier mit Steuermann. 1968 sicherten sich Hiesinger und Hartung in der gleichen Bootsklasse dann den Meistertitel. Steuermann war dieses Mal Lutz Benter. Bei den Olympischen Sommerspielen 1968 in Mexiko-Stadt vertrat das Duo die Bundesrepublik Deutschland, in der Zweier mit Steuermann-Regatta und belegte dort den sechsten Platz.